# Zoozoosea
『zoozoosea』（ズーズーシー）は、BiSHアユニ・Dソロプロジェクト「PEDRO」のミニアルバムである。2018年9月19日にavex traxより発売された。

## 概要
BiSHのアユニ・Dによるソロプロジェクト「PEDRO」のデビューアルバム。BiSHのメンバーであるセントチヒロ・チッチとアイナ・ジ・エンドのソロデビュー作「夜王子と月の姫/きえないで」の発売日に合わせ事前告知なしで突如発売された。2018年9月18日、突如PEDROオフィシャルツイッターが登場。リード曲「自律神経出張中」のミュージックビデオとPEDRO誕生を追ったドキュメント映像がYouTubeに公開、ファーストライブ「happy jam jam psycho」の開催などが立て続けに発表された。オリコン週間アルバムチャートで10位を記録。
アユニ自身が作詞・ベース・ボーカル一部作曲を、松隈ケンタ（SCRAMBLES）が作曲、サウンドプロデュースを担当している。またミュージックビデオとファーストライブにはギタリストの田渕ひさ子、ドラムには毛利匠太が迎えられた。ファーストライブではサポートメンバーの田渕ひさ子の所属しているナンバーガールの代表曲「透明少女」が披露され、のちにそのライブ映像がYouTubeに公開された。
CDは2形態で販売され、CDのみの通常盤のほかに、リード曲「自律神経出張中」のミュージックビデオとPEDROの誕生までを追ったエリザベス宮地によるドキュメンタリー映像「THE BIRTH OF PEDRO」が収録されたBlu-rayとフォトブックがついた初回限定盤が発売された。

## リリース履歴
| 発売日        | レーベル  | 最高順位 | 販売形態 | 規格品番     | 備考                          |
| ------------- | --------- | -------- | -------- | ------------ | ----------------------------- |
| 2018年9月19日 | avex trax | 10位     | CD       | AVCD-93997   | 通常盤                        |
| 2018年9月19日 | avex trax | 10位     | CD+BD    | AVCD-93996/B | 初回生産限定盤:フォトブック付 |

## 収録内容

### CD
| #            | 曲名                 | 作詞                 | 作曲                 | 時間  | 備考         |
| ------------ | -------------------- | -------------------- | -------------------- | ----- | ------------ |
| 01           | ゴミ屑ロンリネス     | アユニ・D            | 松隈ケンタ           | 3:29  |              |
| 02           | GALILEO              | 松隈ケンタ×アユニ・D | 松隈ケンタ           | 3:14  |              |
| 03           | 自律神経出張中       | アユニ・D            | 松隈ケンタ           | 3:42  | MV - YouTube |
| 04           | 甘くないトーキョー   | アユニ・D            | 松隈ケンタ           | 3:14  |              |
| 05           | MAD DANCE            | アユニ・D            | 松隈ケンタ×アユニ・D | 2:58  |              |
| 06           | ハッピーに生きてくれ | アユニ・D            | 松隈ケンタ           | 3:21  |              |
| 07           | うた                 | アユニ・D            | 松隈ケンタ           | 5:43  |              |
| 合計収録時間 | 合計収録時間         | 合計収録時間         | 合計収録時間         | 25:46 |              |

### Blu-ray
- 自律神経出張中 Music Video
- THE BIRTH OF PEDRO